# HyperV
HyperV (ハイパーブイ) は、日本の日進ゴム株式会社が製造販売する防滑ゴムを搭載したシューズまたはラバーシートの商標名。

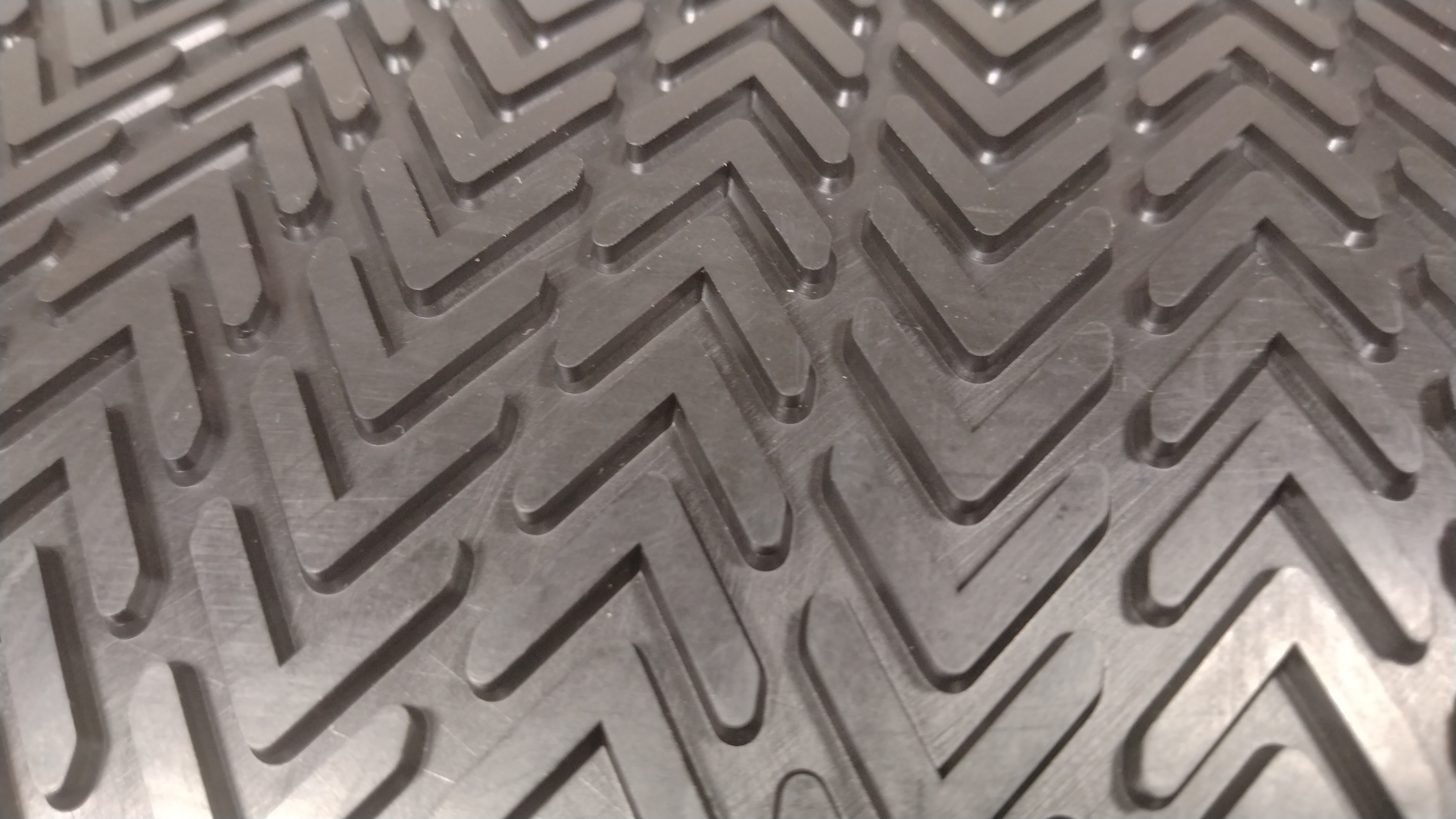
HyperVの表面

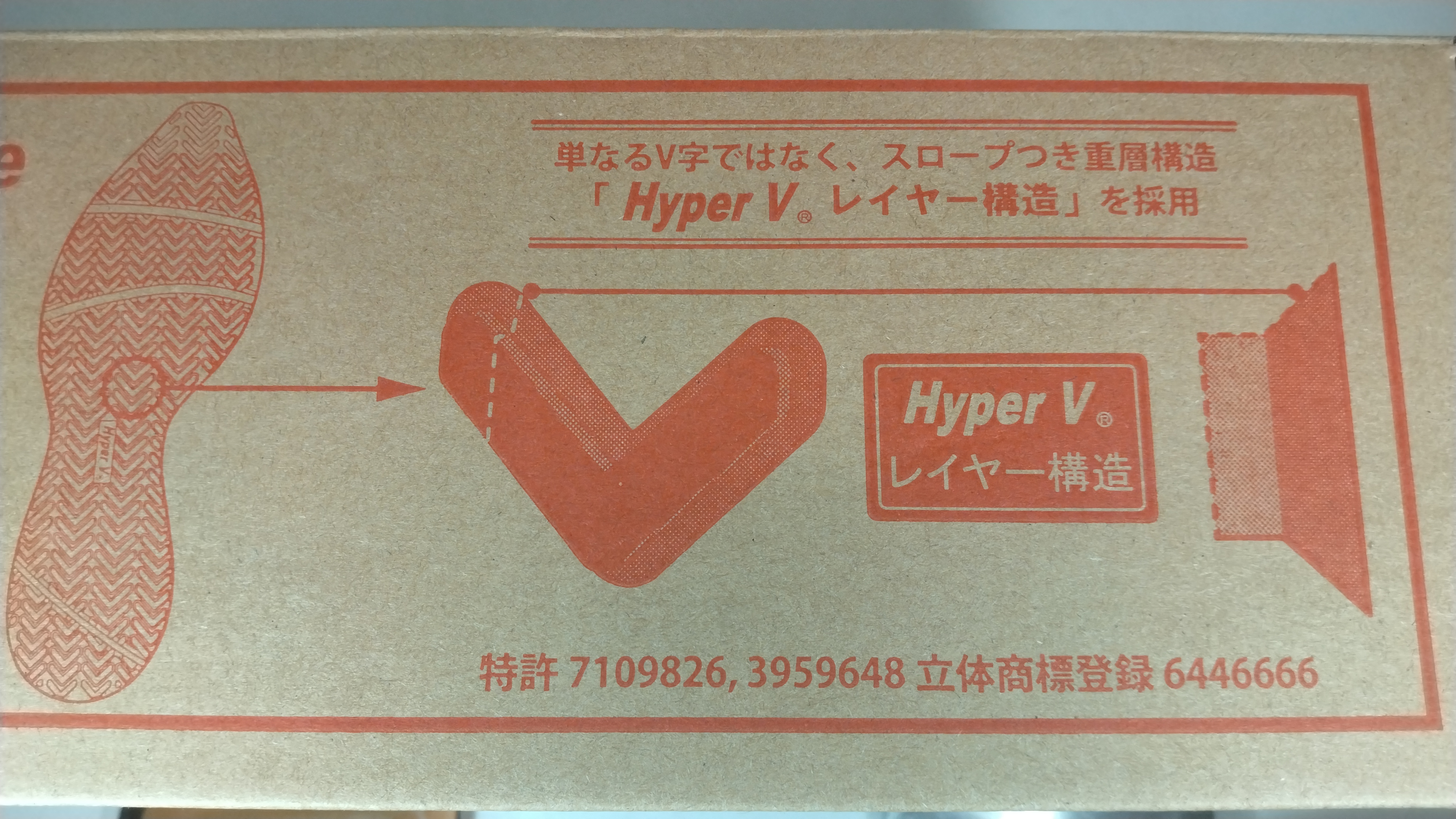
滑り止め効果を生む立体構造

## 概要
HyperVは1932年に作業靴メーカーとして創業した日進ゴム株式会社が増加する転倒事故に対して機能する作業靴を提供するために独自開発したラバーである。
　通常の路面だけでなく、油や水、石鹸水の飛散した状況でも高いグリップ性能を発揮するためワークシューズ、厨房シューズ、ドレスシューズなどに搭載されさらに近年、釣や各種スポーツ、介護用品、パワーリフティング用品、産業用ロボットなどにも搭載されている。
2025年現在はより多くの環境に対応するため、それぞれ異なった素材と設計でHyperV®シリーズとして展開している。例えば液体にはHyperV、粉体には粉HyperV、雪や氷にはHyperVスタッドレスソール、意匠間の目詰まりに対してはHyperV DELTAソールが有効とされている。最も一般的なHyperVの性能は、立体的なV字の意匠構造とゴム配合で静摩擦から動摩擦への移行をスムーズにさせ、また摩擦力が極めて高い状態で維持することで発揮される。
2024年に「アースグリップ」の名前で大手紳士靴メーカーと共同でソール開発を行っている記事が東洋経済onlineに掲載されている。
2025年には様々な事業環境での転倒事故対策の調査、アドバイジングなどによりSAFEコンソーシアムより表彰を受けている。
HyperV製品には品質保証の証として「HyperV」商標がつけられる。